# História do Curdistão
A História do Curdistão (ou Grande Curdistão), região geocultural majoritariamente habitada pelo povo curdo, remonta ao reino dos carducos da Antiguidade Clássica, mencionado por Xenofonte em 401 a.C.
O nome Curdistão, de origem persa, significa "Terra dos Curdos" e foi cunhado em 1150 pelo sultão seljúcida Amade Sanjar para designar a parte do Irão ocidental povoada pelos curdos.
Apesar de nunca terem constituído um Estado independente, os curdos desfrutaram de relativa autonomia até 1639. Neste ano, o Curdistão é repartido entre os Impérios Persa e Otomano, pelo Tratado de Zuhab.
Após a Primeira Guerra Mundial, com o desmembramento do Império Otomano, o Tratado de Sèvres delimitou as fronteiras para um Curdistão autônomo, mas foi rejeitado pelos turcos. Em 1923, com o Tratado de Lausana, parte do Curdistão foi integrada ao Iraque e à Síria, enquanto outras permaneceram para a Turquia e o Irã. Assim, a partir de 1925, a terra dos curdos, conhecida desde o século XII como Curdistão, vê-se dividida entre quatro países.

## Pré-história
Segundo arqueólogos, a região do Curdistão possui evidências de uma sucessão de ocupações que inicia-se no Neolítico, cerca de 8 500 a.C.. Nesta época, surgiram as primeiras aldeias da Alta Mesopotâmia, normalmente juntas ou próximas do rio Tigre, devido à necessidade de água para regar e fertilizar os campos. Uma delas foi o povoado de Çayönü.

## Antiguidade
O primeiro povo a estabelecer-se na região foram os Assírios, que fundaram sua primeira capital Assur em 2 600 a.C.. Posteriormente, chegaram os Hurritas, que formaram um reino vizinho chamado de Mitani.
O Antigo Império Assírio foi conquistado pelos Hurritas. No entanto, a partir dos séculos XIV e XIII a.C., estes começaram a ser dominados e absorvidos pelos Hititas a noroeste, e pelos próprios Assírios a sudeste. Por volta de 1 200 a.C., a língua hurrita havia desaparecido dos registros cuneiformes. Há alguns autores que referem a possibilidade de tanto o povo como a língua hurrita serem um dos substratos étnicos, linguísticos e culturais do atual povo curdo, pois habitavam territórios onde atualmente vivem os curdos.[carece de fontes?]
Após conquistar Mitami, o Médio Império Assírio durou por séculos, até cerca de 612 a.C., quando a segunda capital Nínive foi tomada pelos Medos, um povo iraniano vindo da Ásia Central, do qual os curdos afirmam-se descendentes. O Império Medo era centrado na cidade de Ecbátana, no atual Irã.
Por volta de 550 a.C., os antigos Medos foram dominados pelos Persas, seu povo vizinho, que fundaram o extenso Império Aquemênida.

### Antiguidade Clássica
Já em 401 a.C., um povo chamado carducos (Cardukhi) foi mencionado na obra Anábase do general grego Xenofonte, como habitantes da região montanhosa ao norte do rio Tigre, entre a Pérsia e a Mesopotâmia. Eram inimigos do rei da Pérsia, e Xenofonte se referiu a eles como "...um povo bárbaro e defensor de sua residência na montanha", que atacou o exército dos Dez Mil gregos. Eles também foram citados por Hecateu de Mileto em 520 a.C. como os gordos (Gordi; curdos).[carece de fontes?]
Após alguns séculos, os Persas foram conquistados por Alexandre, o Grande, na conhecida Batalha de Gaugamela, em 331 a.C.. Depois da morte de Alexandre, foi fundado na região o Império Selêucida, de origem grega.
Os selêucidas seriam vencidos pelo Império Parta, em 247 a.C.. Nesta época, o chamado Reino de Gordiena, situado a sul e sudeste do lago de Vã, na atual Turquia, emergiu do declínio selêucida, tornando-se independente em 189 a.C.. Depois disso, tornou-se um reino vassalo da Armênia e, posteriormente, do Império Romano (em 66 a.C.).
Gordiena permaneceu sob controle romano por quatro séculos, até 384. O historiador romano Plínio considerou os corduenos (Cordueni) como descendentes dos carducos. Ele afirmou, "vizinhos a Adiabena estão os povos anteriormente chamados carducos e agora corduenos, acima de quem navega o rio Tigre".
Após 384, os armênios reconquistaram região, e em 428 os persas incorporaram-na ao Império Sassânida. Até que em 651, a região é invadida pelos árabes ortodoxos, durante a conquista muçulmana da Pérsia.
Existem opiniões entre historiadores e viajantes em muitos períodos, especialmente no período inicial, de que os medos são os ancestrais dos curdos.  O primeiro documento histórico que mostra o vínculo entre os medos e os curdos está no Kar-nâme,Ardeshir I Papakan (242 ac) menciona o rei curdo Med em sua guerra contra os curdos.
O historiador armênio Heyton (Hethum), que viveu na Idade Média (Hégis-V Século), diz: “No final, os árabes perderam o domínio do Egito;  e medos;  “Eles eram chamados de curdos.”  Eles dominaram o Egito

## Idade Média
No século VII, os árabes tomam castelos e fortificações dos curdos, como nas cidades de Sharazor e Aradbaz, que foram conquistadas no ano de 643. Os curdos resistiram às invasões das tribos árabes por mais de um século.
Em 846, um dos líderes dos curdos em Moçul se revoltou contra o califa Almotácime que enviou o notável comandante Aitaque para combatê-lo. Nesta guerra, Aitaque saiu-se vitorioso e levou muitos dos curdos à morte. Em 903, durante o período de Almoctadir, os curdos novamente se rebelaram. Por fim, os árabes conquistaram os curdos e foram convertendo a maior parte do povo ao Islã. Para converter os curdos, os árabes utilizaram-se de todas as estratégias, inclusive o matrimônio. É sabido que mãe do último califa omíada, Maruane I, era curda.
Devido ao enfraquecimento do poder do Califado Abássida, os curdos passaram, a partir do século IX, a alinhar-se politicamente, estabelecendo principados teoricamente vassalos ao califado, mas na prática autônomos. Na segunda metade do século X, a região curda estava dividida em quatro grandes emirados: no norte ficavam os Xadádidas (951-1174) em partes da atual Armênia e Arrã; os rauadidas (955-1221) ficava em Tabriz e Maraga; no leste estavam os haçanuaidas (959-1015) e os anazidas (990-1117) em Quermanxá, Dinavar e Khanaqin; e no oeste estavam os maruânidas (990-1096) de Diarbaquir.
No entanto, a partir do século XI, a região passa a sofrer ataques vindos do leste, por turcos seljúcidas, que foram anexando um a um os principados ao seu império. Por volta de 1150, o sultão Sanjar, o último grande monarca seljúcida, nomeia uma província de Curdistão.
Após a fragmentação do Império Seljúcida, os zênguidas assumem o poder na região, sendo posteriormente substituída pela dinastia curda dos Aiúbidas (1171–1250) da Síria, fundada por Saladino, que emergiu como a grande liderança do mundo muçulmano. Ela permaneceu no poder por quase um século, considerado um rico período na História do Curdistão. Após isto, a região é conquistada pelo Império Mongol de Gengis Cã, sendo incorporada ao Ilcanato da Pérsia (1256-1335).

## Idade Moderna

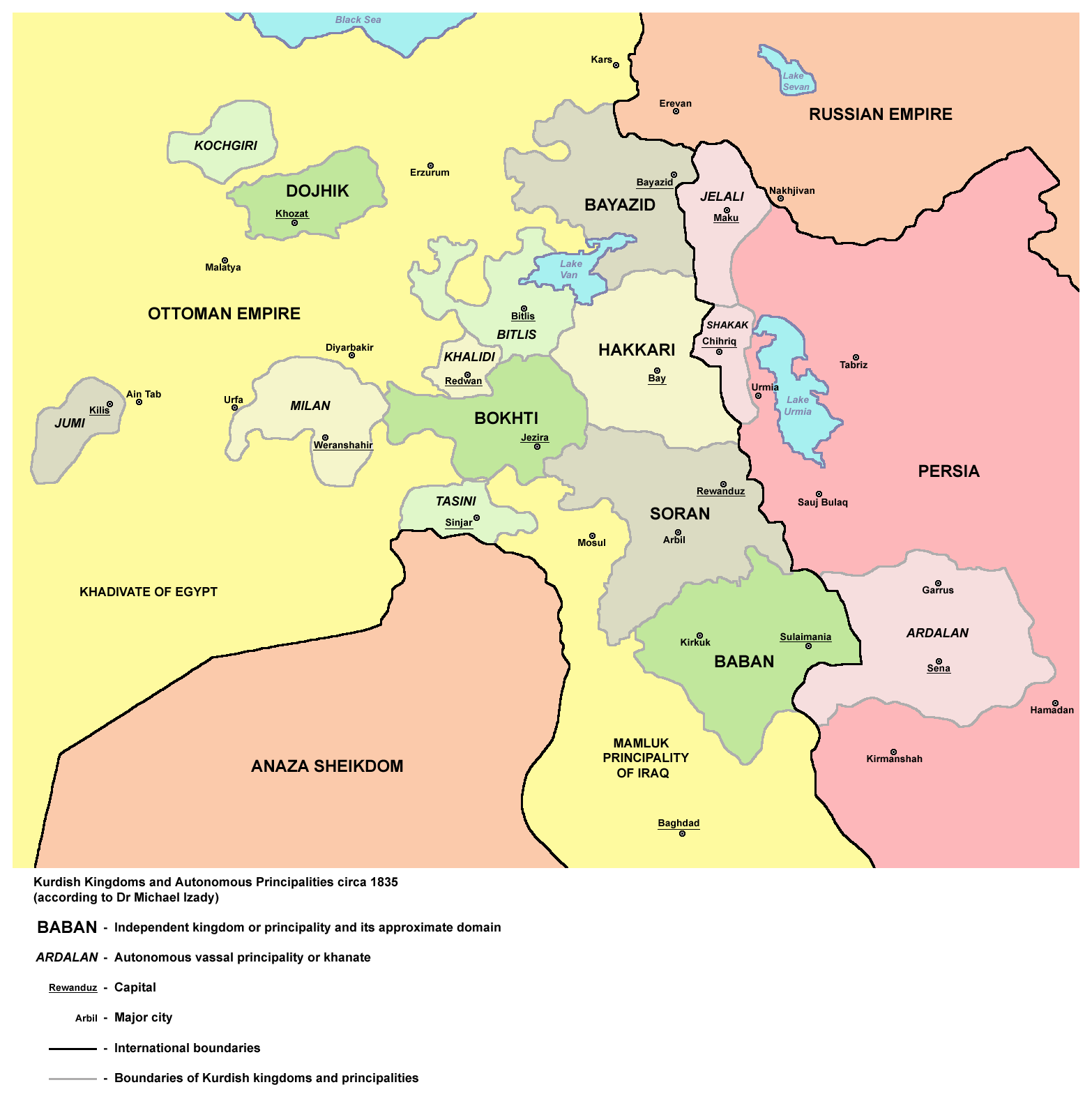
Principados curdos em 1835

Na segunda metade do século XVI, com a fragmentação do Ilcanato, o Curdistão divide-se novamente em uma série de principados, mas que ainda mantinham uma identidade cultural em comum. No século seguinte, a região é ocupada e disputada por safávidas e otomanos.
Apesar de nunca terem constituído um Estado independente, os principados curdos desfrutaram de relativa autonomia até 1639. Neste ano, o Curdistão é repartido entre os impérios persa e otomano, pelo Tratado de Zuhab.

## Idade Contemporânea
A ideia de Estado-nação, nascida com a Revolução Francesa, ecoou no século XIX entre os curdos. Na década de 1830, o príncipe de Rawandiz lutou contra o domínio otomano, com a ideia de unificar o Curdistão. A partir daí, diversas outras revoltas curdas acontecem pelo império ao longo do século, sendo sempre sufocadas pelos turcos.

### Século XX
Após a Primeira Guerra Mundial, com a partilha do Império Otomano, o Tratado de Sèvres delimita fronteiras para um Curdistão independente, mas é totalmente rejeitado pelos turcos. Em 1923, com o Tratado de Lausanne, partes do Curdistão são integradas ao Iraque e à Síria, enquanto o restante do território permanece com a Turquia e o Irã. Ao fim de 1925, a terra dos curdos, conhecida desde o século XII como Curdistão, vê-se dividida entre quatro países. E, pela primeira vez ao longo da história, também foi privada de sua autonomia cultural.
Já em 1924, com o novo regime turco, a língua e as instituições curdas são suprimidas, tendo em vista o seu aniquilamento como cultura e etnia diferenciada. Em 1927, curdos da região do Monte Ararate proclamaram uma república independente, durante uma onda de revolta entre os curdos no sudeste da Turquia. O exército turco, posteriormente, esmagou a República de Ararate, em setembro de 1930.
Durante a Segunda Guerra Mundial, os curdos sob domínio do Irã empreendem uma luta armada pela sua independência, e chegam a criar a efêmera República de Mahabad em 1946, estado que foi reconhecido pela União Soviética, mas logo revertido ao domínio iraniano. Desde então, movimentos separatistas curdos foram constantemente reprimidos com violência nos quatro países que compreendem o território do Curdistão.
Em 1970, após uma década de conflitos, um acordo de paz entre o governo iraquiano e os curdos do país estabeleceu uma região autônoma curda no norte do Iraque, mas que não chegou a ser respeita de facto. Durante as revoltas no Iraque de 1991 (em curdo: Raperîn), uma zona de exclusão aérea foi estabelecida na região pelo Conselho de Segurança da ONU, e o Curdistão iraquiano obteve assim sua autonomia.

### Século XXI
Após a invasão do Iraque em 2003 e a queda de Saddam Hussein, a nova constituição iraquiana de 2005 determinou o Curdistão iraquiano como uma entidade federal, reconhecida pelo Iraque e pelas Nações Unidas.
Na Síria, com a eclosão da Guerra Civil em 2011, as forças do governo retiraram-se dos três enclaves curdos no norte do país, deixando o controle político nas mãos das milícias locais em 2012. Partidos políticos curdos, que existiam clandestinamente, estabeleceram as Unidades de Proteção Popular (YPG) para defender as áreas curdas, chamadas de Rojava, e enfrentar a ameaça do Estado Islâmico.
Em março de 2016, a administração de Rojava proclamou a fundação de um sistema federalista de governo, a Federação do Norte da Síria - Rojava‎‎, abreviada como FNS. Apesar de manter algumas relações internacionais, a FNS não é oficialmente reconhecida como autônoma pelo governo da Síria. Já as suas lideranças consideram sua constituição como um modelo para uma Síria federalista como um todo, após o fim da guerra.